# 河合あすな
河合 あすな（かわい あすな、1998年3月21日 - ）は、日本のAV女優。元グラビアアイドル。身長は158cm、足のサイズ24cm、スリーサイズはB88、W59、H89。T-POWERS所属。キャッチフレーズは「スマイルボイン」、「平成最後の神乳」。

## 略歴
神奈川県出身。中学3年生のときに胸の大きさが気になりだし、それが嫌でナベシャツを着て学校に通っていたという。
2017年にグラビアアイドルとしてデビューし、同年12月18日の『妄想マンデー』（AbemaTV）で初のメディア出演。同番組内での水着の胸元に万歩計をはさんで揺れた回数を競うというコーナーに出た際、勢い余って水着が外れるという放送事故を起こしてしまう。ニプレスを着用していたことでバストトップを露出する事態にはならなかったものの、それが話題となったことで却って自身の知名度が上がることとなった。
2018年1月7日にネット動画サイト「シロウトTV」に「あすな 19歳」として出演し、アダルト動画デビュー。また、同年に発売された『週刊大衆』（2018年2月12日号）や『アサヒ芸能』（2018年3月1号）でヌードグラビアを披露。
2018年2月、プレステージからAV女優としてデビューすることを正式発表。amazonアダルトランキング、DMM.R18などネット通販で初登場1位を獲得。デビュー年にリリースした11作品のうち、DMM.R18（この年にFANZAに改称）お気に入り登録1万越えが6本という驚異の打率を記録した。
2019年3月1日、FANZAアダルトアワード2019最優秀新人女優賞にノミネート。5月12日に最優秀新人女優賞受賞。
2020年8月1日、ゲオTVアダルトニュースメディアMANGO「理想のおっぱいを持つAV女優は誰だ」アンケートで1位に輝く。2020年12月に発表された「FLASH 2020年現役最強セクシー女優BEST100」読者投票・総合第38位、巨乳部門第6位。
2021年4月に発表されたアサヒ芸能「2021現役AV女優SEXY総選挙」で第18位。同年8月発表「読者300人が選んだFLASH 2021セクシー女優ランキング」読者投票15位。
2023年5月に発表されたアサヒ芸能「2023現役AV女優SEXY総選挙」第10位。
2024年4月発売『アサヒ芸能』発表「2024現役AV女優セクシー総選挙」において総合18位（東京17位、大阪26位）となる。
同年10月17日週、FANZA通販フロアランキングにてイメージビデオ作品『Asuna7 夏の日のプールサイド・河合あすな』（REbecca）が初登場10位となる。
2025年5月には『TREND GIRLS撮影会2025』に参加し、韓国アイドル風のいでたちが報道された。

## 人物
- 血液型はO型。趣味はホラー映画鑑賞。
- テレビで見た紗倉まなをきっかけに[19]、明日花キララと凰かなめの影響でセクシー女優に興味をもつようになり、AVデビュー後は“平成最後の神乳(カイブツ)”、“平成最後の神乳”の二つ名を付けられている。
- 初体験は18歳で、交際中の同級生と終電を逃した際に入ったラブホテルでのことだったが、相手が小さすぎて感触がなかったという[20]。このため痛みも快感もなく、果てる彼を見て経験したことを実感した。その後AVデビューまでに3人の男性と経験をした[1]。
- 芸名はマネージャーが命名[21]。「ああ～いいっすな～あすな」とテレビ関係者に付けられたあだ名が由来[22]。

## 作品

### アダルトビデオ

#### 2018年
- 新人 プレステージ専属デビュー 河合あすな（2月23日、プレステージ）[23]
- シロウトTV×PRESTIGE PREMIUM 30 バイトの延長感覚で撮られた、素人アイドル達の初出し映像!8名240分（3月30日、プレステージ）

※他出演:優梨まいな、倉木しおり、優月まりな、坂下里美、胡桃たえ、有村のぞみ、中瀬のぞみ
- 神乳Hcupを味わい尽くす性感覚醒3本番 ひたすら乳首とおっぱいを責めまくる4時間（3月30日、プレステージ）
- 風俗タワー 性感フルコース3時間SPECIAL ACT.22 天然Hカップ美少女が6つのプレイで貴方の欲望を全て叶える180分（4月27日、プレステージ）
- 天然成分由来 河合あすな汁 120％（5月25日、プレステージ）
- 新・絶対的美少女、お貸しします。ACT.83（6月29日、プレステージ）
- 女子マネージャーは、僕達の性処理ペット。031（7月27日、プレステージ）
- 河合あすなの極上筆おろし 23 濃厚サポート童貞暴発!（8月31日、プレステージ）
- 絶対的鉄板シチュエーション 13 完全主観!!! 河合あすなが贈るとてもHな3シチュエーション（9月28日、プレステージ）
- スポコス汗だくSEX4本番! 体育会系・河合あすな act.18 スポーツウェアフェチズム濃厚激イキセックス（10月26日、プレステージ）
- 美少女と、貸し切り温泉と、濃密性交と。06 一泊二日、至高のおっぱい独り占め。 河合あすな（11月30日、プレステージ）
- 絶対的下から目線 おもてなし庵 神乳小町 河合あすな 13 全てはお客様のために。超絶美女が徹底的に尽くします。（12月28日、プレステージ）

#### 2019年
- なまなかだし 29 『河合あすな』ファンの皆様、大変お待たせしました。最初で最後のオール中出し本気子づくりセックス!!!（1月25日、プレステージ）
- 河合あすな 8時間 BEST PRESTIGE PREMIUM TREASURE vol.01 全6作品＋未公開映像で「河合あすな」の軌跡をたどる永久保存盤!!（2月8日、プレステージ）※単体ベスト
- 着衣おっぱい 妄想3本番 file.04 色、形、弾力すべてが最上級!! 押し寄せるHカップ神乳（2月22日、プレステージ）
- 彼女のお姉さんは、誘惑ヤリたがり娘。 19 彼女の家に遊びに行ったらお姉さんに迫られイケナイ関係に…（3月29日、プレステージ）
- 本番オーケー!?噂の裏ピンサロ 08 AV界随一のH乳＆美顔を味わい尽くせ!（4月26日、プレステージ）
- 僕のセフレは同じ学校に通う姉 誰にも言えない僕とお姉ちゃんの秘密の情事（5月31日、プレステージ）
- 1VS1【※演技一切なし】本能剥き出しタイマン4本番 ACT.16 台本演出一切無し、只々貪り合う1対1のSEX･･･女優の本音と女優の本気見せます。（6月28日、プレステージ）
- ひたすら生でハメまくる、終らない中出し性交。 体内射精17連発 河合あすな（7月26日、プレステージ）
- 河合あすな 8時間 BEST PRESTIGE PREMIUM TREASURE vol.02 超爆裂ヒット中の6タイトルからヌキ所を厳選収録!! そしてここだけの‘特別特典映像’も…（8月23日、プレステージ）※単体ベスト
- 超! 透け透けスケベ学園 CLASS 04 美しい裸身が透き通る、透けフェチ特濃SEX!（8月30日、プレステージ）
- スプラッシュあすな 女の体液、全部抜く! 驚異の3SEX（9月27日、プレステージ）
- 河合あすながご奉仕しちゃう超最新やみつきエステ 46 お客様の欲望で凝り固まったアソコを極上リフレッシュ!!（10月25日、プレステージ）
- チート級にエロ可愛い河合あすなが全力で誘惑してくる夢の5シチュエーション 河合あすながオンナの武器フル活用であなたを誘惑!!（11月29日、プレステージ）
- 密着ドキュメント FILE.03 神乳伝説、新章の幕開け。（12月27日、プレステージ）

#### 2020年
- 河合あすな 8時間 BEST PRESTIGE PREMIUM TREASURE vol.03 全6作品＋未公開映像で「河合あすな」の軌跡をたどる永久保存盤！！（1月24日、プレステージ）※単体ベスト
- 働く痴女系お姉さん vol.11 働く河合あすなの5シチュエーション（1月31日、プレステージ）
- 河合あすな ラッキースケベ 9 究極のラッキー射精をアナタに!!（2月28日、プレステージ）
- 河合あすなの極上筆おろし 2nd 35 童貞チ●ポでスマイルボインも大絶頂!（3月27日、プレステージ）
- 中出し やりたい放題 4（4月24日、プレステージ）
- 僕とあすなの異世界性活 ACT.06 最強セクシー衣装でエロさ限界突破!!!（5月29日、プレステージ）[2]
- グラドル河合あすなはみんなのセックス専用共有ま●こ 中出しぶっかけ8射精（6月26日、プレステージ）
- 声が出せない状況で…こっそり いちゃラブ「密着」SEX vol.1（8月28日、プレステージ）[24]
- 顔射の美学 10 美女の顔面に溜まりに溜まった白濁男汁をぶちまけろ!!（9月25日、プレステージ）
- 中出し 射精執行官 07 Hcup執行官が爆乳揺らして、不純精子を搾り取る!!（10月30日、プレステージ）
- 河合あすな 8時間 BEST PRESTIGE PREMIUM TREASURE vol.04 全6作品＋未公開映像で「河合あすな」の淫美な軌跡をたどる永久保存盤!!（11月6日、プレステージ）※単体ベスト

#### 2021年
- からかい上手の河合さん。 いつも僕を弄ぶ河合さんと青春イチャラブ3本番!!（4月23日、プレステージ）
- 究極のおっぱい乳射SP アルティメット・ボイン・セックス 至宝のおっぱい特化型AV（5月28日、プレステージ）
- ※胸糞NTR 最悪の鬱勃起映像 幸せを約束した大好きな彼女がおっさんに寝取られて、壊されました（6月25日、プレステージ）
- アオハル 制服美○女と完全主観で過ごす性春3SEX #6（7月9日、プレステージ）
- 河合あすな 8時間 BEST PRESTIGE PREMIUM TREASURE vol.05 天より授かりし奇跡の天然Hカップを堪能せよ！！（8月6日、プレステージ）※単体ベスト
- 絶頂ランジェリーナ（8月27日、プレステージ）
- 「なまめかしい」オイルまみれ3本番（9月17日、プレステージ）
- 120%肯定カノジョ 優し過ぎる恋人あすなと、早漏で絶倫な僕の射精しまくり同棲性活（10月8日、プレステージ）
- 2人きりで濃密に紡ぐ、オトナの中出し小旅行。Trip04（11月19日、プレステージ）
- 天然成分由来 河合あすな もっと、汁 120%（12月10日、プレステージ）

#### 2022年
- 全裸家政婦 Staff 05（1月21日、プレステージ）
- 学校で1番可愛い教え子に射精管理されています。（2月18日、プレステージ）
- 河合あすな 8時間 BEST PRESTIGE PREMIUM TREASURE vol.06 極上ラインナップ！全6作品＋未公開映像で「河合あすな」の軌跡をたどる永久保存盤！！（3月4日、プレステージ）※単体ベスト
- 俺の従順ペット候補生 03（3月18日、プレステージ）
- ぱいぱいズリ子。×河合 あすな（4月15日、プレステージ）
- 人生初・トランス状態 激イキ絶頂セックス 60 （5月20日、プレステージ）
- 逆NTR 巨乳後輩OLに連日連夜迫られる究極の社内不倫。（6月17日、プレステージ）
- 夢の快楽射精 誘惑メンズエステ 04（7月15日、プレステージ）
- 軽蔑する上司に出張先の相部屋で媚●を盛られて…ブッ壊れキメセク結婚直前NTR （8月19日、プレステージ）
- 河合あすな 8時間 BEST PRESTIGE PREMIUM TREASURE vol.07 全6作品＋未公開映像で「河合あすな」の軌跡をたどる永久保存盤！！（8月12日、プレステージ）※単体ベスト
- 何もない田舎で幼馴染と、汗だく濃厚SEXするだけの毎日。 case.01（9月30日、プレステージ）
- リミットブレイクSEX 絶対的美少女の殻をブチ破るドM覚醒3性交 VOL.02（10月21日、プレステージ）
- まだ絶対イケるよ！vol.01 （11月18日、プレステージ）
- 神乳特化型作品 Hcupおっパブ嬢（12月30日、プレステージ）

#### 2023年
- ねっちょりセックスに溺れる文系女子。粘着性高湿度サイレントセックス（1月20日、プレステージ）
- 風俗タワー PREMIUM ACT.05 濃厚中出しSEX 河合あすな（2月17日、プレステージ）
- 恍惚のイキ顔 ～我を忘れるほど快感に酔いしれる3本番～（4月17日、プレステージ）
- 河合あすな流 HOW TO SEX！！ 保健室の先生が身体を使って性指導！絶対セイキョウイク（4月28日、プレステージ）
- 河合あすなの、尻。 大迫力の尻アングル3本番（5月26日、プレステージ）
- 河合あすな 8時間 BEST PRESTIGE PREMIUM TREASURE vol.08（6月2日、プレステージ）※単体ベスト
- どちゃくそエロい最高級ギャルと中出ししまくった、あの夜。 02 河合あすな（6月16日、プレステージ）
- 新人教師が完堕ちするまでぶっ壊された ずぶ濡れ性交 濡れ透けNTR 河合あすな（7月20日、プレステージ）
- 唇が溶けるほどのベロキス性交（8月25日、プレステージ）
- 素人くんと丸1日2人きり。徹底的に尽くしまくって賢者タイム禁止の10発射精。限界まで搾り取る河合あすな。（9月15日、プレステージ）
- 密室 密着空間で体温と吐息が溶け合うゼロ距離SEX 01 河合あすな（10月27日、プレステージ）
- 地方に引っ越してきた元風俗嬢と、’パチンカスダメニート’が出会って滅茶苦茶ヤリまくって… ーひと夏のワンルーム同棲生活。 河合あすな（11月24日、プレステージ）
- 従順な部下がドSに豹変 究極の二面性を描く衝撃ドラマ作品 河合あすな（12月15日、プレステージ）

#### 2024年
- 河合あすな 8時間 BEST PRESTIGE PREMIUM EXCLUSIVE vol.09（1月12日、プレステージ）※単体ベスト
- 完全主観×鬼イカせ イッても止めない激FUCK！！！追撃5，000ピストン 河合あすな（1月26日、プレステージ）
- 全裸と日常 vol.01 河合あすな（2月23日、プレステージ）
- 子宮で欲しがる河合あすなの中出し懇願 4シチュエーション（3月15日、プレステージ）
- 河合あすな 8時間 BEST PRESTIGE PREMIUM EXCLUSIVE vol.10（6月21日、プレステージ）※単体ベスト
- 高飛車OL「M性」開花 河合あすな（7月5日、プレステージ）
- 隣に引っ越してきた、カップルの巨乳彼女と… 河合あすな（8月2日、プレステージ）
- 女子アスリート 灼熱・発汗3SEX Act.02 河合あすな（9月6日、プレステージ）
- 今日も清楚ぶって看護師してます。 河合あすな（10月4日、プレステージ）
- 顔面特化 河合あすな（11月1日、プレステージ）
- 河合あすな 8時間 BEST PRESTIGE PREMIUM EXCLUSIVE vol.11（11月15日、プレステージ）※単体ベスト
- ULTRA HOT SEX 河合あすな発蒸中。興奮は液体を超えてイく。～体の芯まで熱し合うHOTコア・ガズムの全て～ 04（12月6日、プレステージ）

#### 2025年
- 崖っぷち銭湯をパイズリで立て直す看板娘 河合あすな（1月3日、プレステージ）
- 彼女ができた僕に嫉妬して繰り返される過激な誘惑… 神乳寝取りパイズリ 河合あすな（2月7日、プレステージ）
- 神乳を次のステージへ押し上げる おっぱい開発 20日間にわたる密着開発で限界を超えたスーパーおっぱいへと導く 河合あすな（3月7日、プレステージ）[25]
- 河合あすなと朝まで過ごせる 超高級デートクラブ（4月4日、プレステージ）
- 男だらけの清掃業者に河合あすな、置いてきた。（5月2日、プレステージ）

### ウェブ動画
- 【初撮り】ネットでAV応募→AV体験撮影 539（2018年1月7日、シロウトTV） ※あすな 名義[26]

### アダルトVR
2018年
- 「たくさんチューしてもイイ?」神乳Hカップ・河合あすなの好き好き連呼 恋人セックス!（8月10日、プレステージVR）
- 「あすなのオッパイたくさん弄って?」神乳Hカップ10000％堪能セックス!（9月14日、プレステージVR）

2019年
- 激イキ・爆揺れHカップ!ドMな恋人・河合あすなをイカせまくる濃密ハードセックス!（3月8日、プレステージVR）
- 「あすなのおっぱいとオマ●コでキモチ良くしてあげる♪」河合あすなの小悪魔淫語セックス!（3月22日、プレステージVR）

### イメージビデオ
- Asuna 神乳革命!!（2018年6月21日、REbecca）
- Asuna2 楽園ハピネス!!（2018年9月13日、REbecca）
- Asuna3 宮古島ブルードリーム・河合あすな（2019年3月7日、REbecca）
- Asuna4 沖縄カラフルデイズ（2020年4月2日、REbecca）[27]
- 新・湯女ごこち 2（2020年8月28日、スパイスビジュアル）
- Asuna5 Hello, sexy party!（2021年11月18日、REbecca）
- Asuna6 Happy honeymoon（2023年11月16日、REbecca）
- Asuna7 夏の日のプールサイド（2024年11月7日、REbecca）

### 写真集
- 神乳（2019年2月13日、双葉社、撮影：浜田一喜）ISBN 978-4575314274
- brilliant（2019年8月23日、プレステージ、撮影：街田和由）ISBN 978-4909498793
- 1.618（2020年2月19日、双葉社、撮影：浜田一喜）ISBN 978-4575315332

### ポーズ集
- スーパー・ポーズブック スペシャル・ヌードポーズ集 河合あすな (2019年7月24日、コスミック出版) ISBN 978-4774791913

## 出演

### ウェブテレビ
- 妄想マンデー（2017年12月、AbemaTV）

### テレビ
- 裸美人♯90、91（2019年9－10月、エンタ!959）
- じっくり聞いタロウ〜スター近況（秘）報告〜 （2019年8月29日、テレビ東京）

### ラジオ
- ザ・マミィの今一歩、前へ（2022年6月27日、7月4日、8月22日、8月29日、2023年2月20日、2月27日、5月15日、5月22日、10月9日、10月16日、2024年1月29日、2月5日、文化放送）

### パチンコ
- Pジューシーハニー3（2021年2月、サンセイアールアンドディ）[28]
- PジューシーハニーH（ハーレム）（2023年5月、サンセイアールアンドディ）
- Pジューシーハニー極嬢MA（2025年1月、サンセイアールアンドディ）[29]

## 執筆

### コラム
- 河合あすなセックスビフォーアフター（2018年10月9日[30] ‐ 2019年5月7日[31]、東京スポーツ・東スポ裏通り）